# أنطونيو مكديس
أنطونيو مكديس (بالإنجليزية: Antonio McDyess) مواليد 7 سبتمبر 1974 في كويتمان، هو لاعب كرة سلة أمريكي سابق بدأ مسيرته الاحترافية في سنة 1995. مثّل منتخب بلاده. شارك في مسابقة كرة السلة في الألعاب الأولمبية الصيفية. اعتزل اللعب في 2011.

## فرق لعب لها
- دنفر ناغتس
- نيويورك نيكس
- فينيكس صنز
- ديترويت بيستونز
- سان أنطونيو سبرز

## الميداليات
| الميدالية | المسابقة                       |
| --------- | ------------------------------ |
| ذهبية     | الألعاب الأولمبية الصيفية 2000 |

## روابط خارجية
- أنطونيو مكديس على موقع الاتحاد الدولي لكرة السلة (الإنجليزية)
- أنطونيو مكديس على موقع إن بي أي (الإنجليزية)
- أنطونيو مكديس على موقع سبورتس رفرنس (الإنجليزية)
- أنطونيو مكديس على موقع كرة السلة الأوروبية.كوم (الإنجليزية)
- أنطونيو مكديس على موقع كلية كرة السلة في سبورتس رفرنس.كوم (الإنجليزية)
- أنطونيو مكديس على موقع ريلجم (الإنجليزية)
- أنطونيو مكديس على موقع بروبوليرز (الإنجليزية)
- أنطونيو مكديس على موقع سبورتس رفرنس (الإنجليزية)
- أنطونيو مكديس على موقع أوليمبيديا (الإنجليزية)